# Фаете (Асколи Пичено)
Фаете (итал. Faete) насеље је у Италији у округу Асколи Пичено, региону Марке.
Према процени из 2011. у насељу је живело 76 становника. Насеље се налази на надморској висини од 764 м.